# 野毛 (世田谷区)
野毛（のげ）は、東京都世田谷区の町名。現行行政地名は野毛一丁目から野毛三丁目。住居表示実施済区域。玉川地域に属する。

## 地理
世田谷区西部に位置し、玉川地域に属する。北で上野毛・中町・東で等々力、南東で玉堤、南西の多摩川河川敷および多摩川を跨いだ先で川崎市高津区下野毛・北見方に接する。東急大井町線上野毛駅・等々力駅、東急田園都市線二子玉川駅が最寄。真言宗智山派善養寺には「善養寺のカヤ」と呼ばれるカヤの大木がある。東京都の天然記念物。
東京都都市整備局が2022年に発表した地震に対する総合危険度の町丁別評価では、野毛一丁目から三丁目までいずれも、5段階評価のうち相対的に最も安全とされる「レベル1」となった。

### 地価
住宅地の地価は、2025年（令和7年）1月1日の公示地価によれば、野毛1-9-22の地点で58万8000円/m2となっている。

## 歴史
野毛はもともと上野毛との対で下野毛村と呼ばれ、1889年に玉川村の大字下野毛となる。1912年に下野毛のうち多摩川右岸は神奈川県に編入された。1932年には世田谷区玉川野毛町とされ、1969年の住居表示改正により、現在の「野毛」となった。
野毛大塚古墳は野毛一丁目の玉川野毛町公園内にある、丸子川沿いの荏原台古墳群を代表する古墳である。この古墳のみならず、周辺には多くの古墳が存在しており、帆立貝型の前方後円墳が特徴。東京都の史跡に指定されている。

### 地名の由来
古く「ノゲ・ニゲ・ヌゲ・ナゲ」は「崖」を意味する言葉。当地が国分寺崖線にあることから「野毛」とされた。

## 世帯数と人口
2025年（令和7年）1月1日現在（世田谷区発表）の世帯数と人口は以下の通りである。
| 丁目       | 世帯数    | 人口    |
| ---------- | --------- | ------- |
| 野毛一丁目 | 892世帯   | 1,775人 |
| 野毛二丁目 | 1,195世帯 | 2,630人 |
| 野毛三丁目 | 843世帯   | 1,721人 |
| 計         | 2,930世帯 | 6,126人 |

### 人口の変遷
国勢調査による人口の推移。
| 年                 | 人口  |
| ------------------ | ----- |
| 1995年（平成7年）  | 5,688 |
| 2000年（平成12年） | 5,774 |
| 2005年（平成17年） | 5,861 |
| 2010年（平成22年） | 6,357 |
| 2015年（平成27年） | 6,104 |
| 2020年（令和2年）  | 6,217 |

### 世帯数の変遷
国勢調査による世帯数の推移。
| 年                 | 世帯数 |
| ------------------ | ------ |
| 1995年（平成7年）  | 2,327  |
| 2000年（平成12年） | 2,514  |
| 2005年（平成17年） | 2,683  |
| 2010年（平成22年） | 2,849  |
| 2015年（平成27年） | 2,755  |
| 2020年（令和2年）  | 2,870  |

## 学区
区立小・中学校に通う場合、学区は以下の通りとなる（2024年8月現在）。
| 丁目       | 番地     | 小学校               | 中学校                 |
| ---------- | -------- | -------------------- | ---------------------- |
| 野毛一丁目 | 17～26番 | 世田谷区立玉川小学校 | 世田谷区立玉川中学校   |
| 野毛一丁目 | 1〜16番  | 世田谷区立玉堤小学校 | 世田谷区立尾山台中学校 |
| 野毛二丁目 | 1～15番  | 世田谷区立玉堤小学校 | 世田谷区立尾山台中学校 |
| 野毛二丁目 | 16〜30番 | 世田谷区立玉川小学校 | 世田谷区立玉川中学校   |
| 野毛三丁目 | 全域     | 世田谷区立玉川小学校 | 世田谷区立玉川中学校   |

## 交通

### 鉄道
域内に鉄道駅はない。東急大井町線上野毛駅・等々力駅・尾山台駅が近隣に所在する。

### バス
すべて東急バスによる運行。
瀬田営業所
- 園01：田園調布駅 - 千歳船橋
- 玉11：二子玉川駅 - 多摩川駅

### 道路
- 東京都道416号古川橋二子玉川線（駒沢通り）
- 東京都道11号大田調布線（多摩堤通り）
- 第三京浜道路
  - 玉川インターチェンジ

## 事業所
2021年（令和3年）現在の経済センサス調査による事業所数と従業員数は以下の通りである。
| 丁目       | 事業所数 | 従業員数 |
| ---------- | -------- | -------- |
| 野毛一丁目 | 34事業所 | 208人    |
| 野毛二丁目 | 35事業所 | 522人    |
| 野毛三丁目 | 22事業所 | 112人    |
| 計         | 91事業所 | 842人    |

### 事業者数の変遷
経済センサスによる事業所数の推移。
| 年                 | 事業者数 |
| ------------------ | -------- |
| 2016年（平成28年） | 85       |
| 2021年（令和3年）  | 91       |

### 従業員数の変遷
経済センサスによる従業員数の推移。
| 年                 | 従業員数 |
| ------------------ | -------- |
| 2016年（平成28年） | 820      |
| 2021年（令和3年）  | 842      |

## 施設
- 世田谷野毛郵便局
- 世田谷区立野毛青少年交流センター
- 野毛図書室
- 野毛区民集会所
- 世田谷区立自然の家
- 世田谷区立多摩川遊園
- 玉川野毛町公園
- 六所神社
- 新日本プロレス道場・合宿所

### 現存しない施設
- 等々力ゴルフリンクス

玉川野毛町公園と、そこに隣接した旧国土交通省住宅、都営住宅の敷地は、戦前、目黒蒲田電鉄の経営する「等々力ゴルフリンクス」というゴルフ場であった。等々力駅前のゴルフ橋はその名残である。1931年にオープンしたが、戦争の激化により1939年に政府に買収され、内務省防空研究所が置かれた。戦後、一部に引揚者住宅が建設された時期もあったが、環状8号線整備による道路拡幅に伴って施設の再配置が実施され、現状のように三分割されて今に至っている。国土交通省住宅は2.8ha（11棟）の大規模な団地であったが、国家公務員宿舎再編成の対象となり、2016年6月には世田谷区へ公園用地等として売却され、既にその一部は保育園となっている。また都営住宅も2017年から老朽化により、一部の建て替えが開始されている。
- 東急アバロン乗馬学校

野毛三丁目の第三京浜道路高架下に1950年創立の東急アバロン乗馬学校があった。民間としては戦後最初の名門クラブであったが、2000年に横浜市緑区に移転した。
- 明神池

野毛三丁目の丸子川と多摩川堤防の間に、長さ200m、幅50から80m程度の明神池があった。大正期の築堤によって多摩川から取り残された池で、近所の子供の良い遊び場だったが、1961年に宅地開発で埋め立てられた。跡地に龍神祠が祭られている。東急バス停「明神池前」の由来である。

## その他

### 日本郵便
- 郵便番号 : 158-0092[2]（集配局 : 玉川郵便局[19]）。